# Hígado (gastronomía)
El hígado o higadillo de mamíferos, aves de corral y pescados se utiliza como comida en diversas gastronomías de todo el mundo. Los hígados de cerdo, buey, cordero, ternera, pollo, pato y ganso se encuentran con facilidad en carnicerías y supermercados.
El hígado puede hornearse, cocerse, asarse, freírse, saltearse o comerse crudo (en sashimi). En muchas recetas se mezclan trozos de hígado con trozos de carne o riñones, como en la parrillada mixta o meurav yerushalmi. A menudo también se preparan untables con él, como en el caso del paté de hígado, el foie gras, el hígado picado, y el leverpostej. También son apreciadas las salchichas de hígado, como el braunschweiger y el leberwurst, que también pueden untarse.

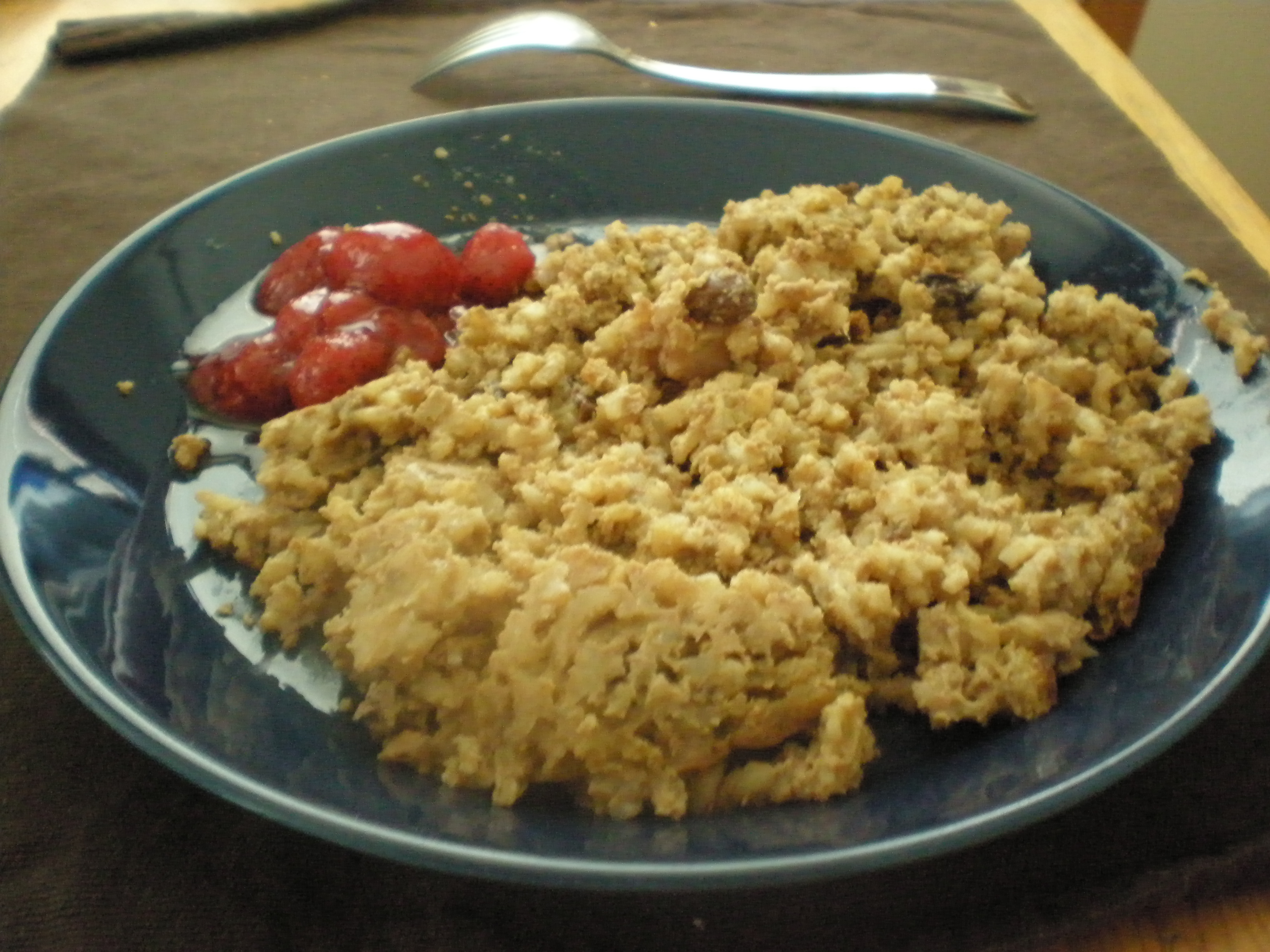
Maksalaatikko, cacerola de hígado finlandés.

Los hígados son ricos en hierro y vitamina A, y el aceite de hígado de bacalao se usa a menudo como suplemento dietético. Tradicionalmente se ha valorado el hígado de algunos pescados, especialmente el de la raya látigo común, que se empleaba para preparar recetas como el poached skate liver on toast (‘hígado de raya látigo escalfado en tostada’) en Inglaterra o los beignets de foie de raie y el foie de raie en croute en Francia.

## Envenenamiento
Las dosis muy altas de vitamina A pueden ser potencialmente tóxicas y provocar hipervitaminosis A, una enfermedad grave. El marinero ruso Alexander Konrad, que acompañó al explorador Valerian Albanov en una trágica expedición al Ártico en 1912, escribió sobre los terribles efectos de consumir hígado de oso polar.
El envenenamiento es más improbable con el consumo de productos de vitamina A a base de aceites e hígado que de preparaciones acuosas o sólidas.
Los esquimales no consumen el hígado de los osos polares (ya que contiene tanta vitamina A que resulta venenoso para los humanos) ni de las focas.
El higadillo del pez globo, que se consume en la cocina japonesa como fugu, contiene una alta concentración de neurotoxinas, por lo que habitualmente no se consume, estando de hecho prohibido por la legislación de Japón.